# Homoeoneuria ammophila
Homoeoneuria ammophila är en dagsländeart som först beskrevs av Spieth 1938.  Homoeoneuria ammophila ingår i släktet Homoeoneuria och familjen Oligoneuriidae. Inga underarter finns listade i Catalogue of Life.